# Dolní Sytová
Dolní Sytová (německy Nieder-Sittau) je vesnice a část obce Háje nad Jizerou v okrese Semily v Libereckém kraji. Nachází se asi 1,5 kilometru severovýchodně od Hájů nad Jizerou, na pravém břehu Jizery. Dolní Sytová je také název katastrálního území o rozloze 4,811614 km².

## Historie
První písemná zmínka o vesnici pochází z roku 1323.

## Společnost
Vesnice patří k římskokatolické farnosti Loukov. Tradiční pouť v Dolní Sytové se koná každoročně 3. srpnovou neděli. Ve vsi působí sbor dobrovolných hasičů (v rámci obce jsou další dva SDH v Rybnici a v Loukově).

## Pamětihodnosti
- Osadu spojuje s Peřimovem Peřimovský most, pod kterým protéká řeka Jizera – jedná se o jeden z prvních železobetonových mostů v Česku, pochází z roku 1912.[5]
- Další památkou Dolní Sytové je roubená zvonice z doby kolem roku 1800.[6]
- Vodní mlýn čp. 1 z roku 1791
- Terénní pozůstatky hradu Sytový

## Rodáci
- bratři malíři František Feikl (1877–1910) a Stanislav Feikl (1883–1933)[7]